# František Josef Thomayer
František Josef Thomayer (3. března 1856 Trhanov – 18. února 1938 Říčany) byl český zahradní architekt a bratr lékaře Josefa Thomayera.
Jednalo se o jednoho z největších odborníků své doby v oboru zahradní architektury, který koncem 19. století působil jakožto ředitel pražských parků a zahrad i školky v Říčanech u Prahy. Kromě Prahy velmi často působil i v dalších městech na území Českých zemí – Nymburk, Mariánské Lázně, Chrudim, Přerov a další. Pracoval i na úpravách některých zámeckých parků a soukromých zahrad.

## Život
František Thomayer se narodil v obci Trhanov na Chodsku do rodiny zámeckého zahradníka Josefa Thomayera a jeho ženy Anny (rozené Bauerové). Z manželství se narodilo pět dětí, tři synové a dvě dcery. Nejstarší bratr Antonín se stal katolickým farářem a druhý bratr Františka Thomayera byl významný český lékař Josef Thomayer. V průběhu 60. let 19. století se Františku Thomayerovi narodily dvě sestry, v roce 1862 Anna a v roce 1864 Barbora. Stejně jako jeho sourozenci navštěvoval obecnou školu v rodném Trhanově, poté docházel na reálku v Domažlicích. Po ukončení se dostal do učení ke svůmu otci, kde získal výuční list v roce 1873. V dalším studiu pokračoval v Praze-Troji na Zemském pomologickém ústavu a zkušenosti získal také v zahraničí - v Německu, Rakousku, Francii a Belgii. Po svých studiích v Evropě se vrátil do Prahy, kde stal se městským zahradníkem. Tuto funkci vykonával do roku 1894, kdy se začal plně věnovat podnikání. Z jeho návrhů vzniklo mnoho zámeckých, městských i lázeňských parků. Již před první světovou válkou se začal potýkat s vážnými zdravotními potížemi. Trpěl pokročilou ataxií dolních končetin a obtížně se pohyboval. Od roku 1919 až do své smrti v roce 1938 prakticky nevycházel ze svého bytu.
František Thomayer byl jako jeho bratr literárně činný. Byl redaktorem a zároveň vydavatelem periodika „Časopis českých zahradníků: rozhledy ve všech odvětvích zahradnictví“ v letech 1887–1892. Rovněž sepsal průkopnické pomologické dílo „České ovoce. Díl I., Jablka: výběr pro Království české k pěstování nejvíce se hodících 50 druhů jablek“.

## Dílo

### Praha
- parková úprava Karlova náměstí na Novém Městě
- park okolo Libeňského zámku a dnešní Thomayerovy sady
- zahrada okolo Strakovy akademie (dnešní sídlo Úřadu vlády ČR)
- parková úprava pro Jubilejní zemskou výstavu v roce 1891
- část Letenských sadů
- stromořadí na Václavském náměstí
- Vrchlického sady před hlavním nádražím
- Čelakovského sady u Národního muzea

### Zámecké parky
- lesní park v Kokoříně
- zámecký park v Roztěži u Kutné hory
- zámecký park v Chrasti u Chrudimi
- zámecký park v Sobotíně
- zámecký park v Loučné nad Desnou
- zámecký park ve Štiříně

### Jiné objekty
- Zahrada Baťovy vily ve Zlíně
- Lázeňský park, Lázně Bohdaneč
- Žižkovy sady v Hradci Králové
- Roku 1905 založil i Sady československých legionářů, dnes Sady Čs. legií v Hranicích